# Эль-Мансура

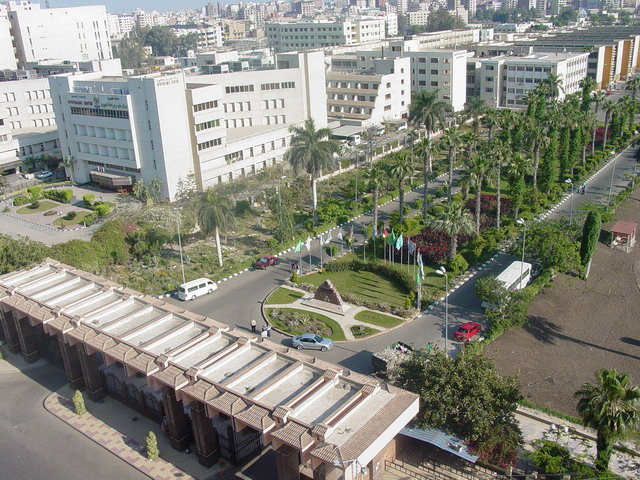
Университет Мансуры

Эль-Мансу́ра (араб. المنصورة [el.mɑnˈsˤuːɾɑ]) — город в Египте, в дельте Нила на восточной стороне рукава Думьят, примерно в 120 км к северо-востоку от Каира. Административный центр губернаторства Дакахлия. Население — 450 000 человек. На противоположном берегу Нила расположен город Тальха, вместе с которым они образуют метрополию. Административно Эль-Мансура делится на два крупных района: Западная Мансура и Восточная Мансура.

## Этимология
С арабского «Мансура» означает «победительница». Так город назван в честь победы египетской армии под предводительством султанши Шаджар ад-Дурр в битве при Мансуре над Людовиком IX во времена Седьмого крестового похода.

## История
Эль-Мансура основана в 1219 году братом Саладина, Абубакром Маликом Аль-Адилем I (известным также как Сафадин) из династии Айюбидов. После победы египтян над крестоносцами во время Седьмого крестового похода город назван Мансурой.
В 1887 году была составлена первая карта города Эль-Мансура.
В 1914—1918 годах в Эль-Мансуре нашли убежище ливанский национальный герой Амин Башир Жмайель (известный как «Абу-Али»), его брат и сын Пьер (будущий основатель партии «Катаиб»). После окончания Первой мировой войны и падения младотурок, Жмайели вернулись в Ливан.
Во время Четвёртой арабо-израильской войны в октябре 1973 года у Эль-Мансуры произошло крупное воздушное сражение. 160 израильских самолётов атаковали воздушные базы Египта, но были перехвачены египетской авиацией.

## Экономика
Экономика Эль-Мансуры основана на торговле, сельском хозяйстве и недавно открытом природном газе.

## Достопримечательности
- Университет Эль-Мансуры[2]
- Футбольный клуб Эль-Мансура
- Олимпийская деревня
- Стадион[3]
- Двор Ибн-Лукмана
- Общественная библиотека Мубарака

## Известные личности
- Махмуд Али Таха (1909—1985) — египетский поэт-лирик.
- Ахмед Гаффер Хегази — египетский микробиолог.
- Асси, Доха (1970) — египетская писательница, общественный деятель, депутат парламента Египта.